# Piscataway (àrea no incorporada)
Piscataway és una comunitat no incorporada al Comtat de Prince George's, Maryland, Estats Units. És una de les comunitats colonitzades per europeus més antigues de l'estat. El Piscataway Creek proporcionava transport marítim per a l'exportació de tabac. Es troba a prop de l'anterior vila de Kittamaqundi de la tribu Piscataway.
Piscataway fou creada l'any 1706 quan la legislatura colonial de Maryland va autoritzar la topografia i la distribució de les localitats de Queen Anne, Nottingham, Mill Town, Piscataway, Aire (també coneguda com Broad Creek) i Upper Marlboro (aleshores anomenada Marlborough Town).
En 1747, la legislatura tracta de millorar la qualitat i el mètode de comercialització de tabac, llavors el principal cultiu de la zona. Va establir un sistema formal d'inspecció del tabac i control de qualitat. La ciutat era la llar d'un dels set magatzems de tabac estatals construïts al comtat de Prince George. Un "comitè de correspondència" va planejar accions locals per a la Revolució Americana a Piscataway. William Marbury, implicat en un famós cas del Tribunal Suprem, visqué a la localitat.
El poema The Sot-Weed Factor, d'Ebenezer Cooke, esmenta detalls de la vida a Piscataway durant el primer període colonial. El mateix tema va ser el tema d'una novel·la homònima de John Barth.